# Dardan Dehari
Dardan Dehari (mazedonisch Дардан Дехари; * 23. August 1990 in Tetovo) ist ein nordmazedonischer Skirennläufer. Er startet hauptsächlich im Slalom sowie vereinzelt im Riesenslalom.

## Karriere
Dehari ist angehöriger der albanischen Minderheit in Nordmazedonien. Sein internationales Renndebüt gab er am 10. Dezember 2005 bei einem FIS-Slalom in Kranjska Gora. Sein erstes internationales Großereignis bestritt er im Februar 2007 bei den Weltmeisterschaften in Åre, wobei er mit Platz 49 im Riesenslalom seine beste Platzierung erreichte.
In den darauffolgenden Jahren startete Dehari hauptsächlich bei FIS und Citizenrennen sowie diversen nationalen Meisterschaften in Europa. Ausnahmen hiervon bildeten lediglich internationale Großereignisse, wobei er sein bestes Ergebnis 2021 bei den Weltmeisterschaften in Cortina d’Ampezzo erzielte, als er im Slalom den 31. Rang belegte. 
Am 22. Januar 2012 startete Dehari zum ersten Mal bei einem Weltcuprennen. Beim Slalom am Ganslernhang in Kitzbühel konnte er sich jedoch nicht für den zweiten Durchgang qualifizieren.
2022 sollte Dehari an den Olympischen Winterspielen in Peking teilnehmen, jedoch zog er sich im Training eine Bänderverletzung zu und konnte deshalb keine Rennen bestreiten.

## Erfolge

### Weltmeisterschaften
- Åre 2007: 49. Riesenslalom, DNQ Slalom
- Val-d'Isère 2009: 46. Slalom, 65. Riesenslalom
- Garmisch-Partenkirchen 2011: 56. Slalom, 76. Riesenslalom
- Schladming 2013: 50. Slalom, DNQ Riesenslalom
- Vail/Beaver Creek 2015: 56. Riesenslalom, DNQ Slalom
- St. Moritz 2017: DNQ Slalom
- Åre 2019: 58. Slalom, 84. Riesenslalom
- Cortina d’Ampezzo 2021: 31. Slalom
- Courchevel/Méribel 2023: DNQ Slalom

### Universiade
- Erzurum 2011: DNF Super-G, DNF Riesenslalom, DNF Slalom
- Trentino 2013: 46. Riesenslalom, DNF Slalom

### Weitere Erfolge
- 3 Siege bei FIS-Rennen